# Partie orientale du massif des Bauges
Partie orientale du massif des Bauges este o arie protejată (arie de protecție specială avifaunistică — SPA) din Franța întinsă pe o suprafață de 14.513 ha, integral pe uscat.

## Localizare
Centrul sitului Partie orientale du massif des Bauges este situat la coordonatele 45°40′10″N 6°13′27″E / 45.66944°N 6.22417°E.

## Înființare
Situl Partie orientale du massif des Bauges a fost declarat arie de protecție specială avifaunistică în baza directivei 79/409 din 1979 referitoare la conservarea păsărilor sălbatice pentru a proteja 20 de specii de animale.

## Biodiversitate
Situată în ecoregiunile alpină și continentală, aria protejată nu include niciun habitat protejat.
La baza desemnării sitului se află mai multe specii protejate de  păsări (20): minunița (Aegolius funereus), potârnichea de stâncă (Alectoris graeca saxatilis), acvilă de munte (Aquila chrysaetos), stârc cenușiu (Ardea cinerea), cocoșul de mesteacăn (Bonasa bonasia), buha (Bubo bubo), șerpar (Circaetus gallicus), ciocănitoarea de stejar (Dendrocopos medius), ciocănitoare neagră (Dryocopus martius), șoim călător (Falco peregrinus), ciuvică (Glaucidium passerinum), zăgan (Gypaetus barbatus), Lagopus mutus helveticus, sfrâncioc roșiatic (Lanius collurio), gaia neagră (Milvus migrans), gaia roșie (Milvus milvus), viespar (Pernis apivorus), Pyrrhocorax pyrrhocorax, sitar de pădure (Scolopax rusticola), cocoșul de mesteacăn (Tetrao tetrix tetrix).
Pe lângă speciile protejate, pe teritoriul sitului au mai fost identificate 35 de specii de păsări.